# Comté de Broomehill
Le Comté de Broomehill était une zone d'administration locale au sud-est de l'Australie-Occidentale en Australie. Le comté était situé à 20 km au sud de Katanning et à 210 kilomètres au sud-sud-est de Perth, la capitale de l'État. 
Le centre administratif du comté était la ville de Broomehill.
Le 27 mai 2008, il a fusionné avec le comté de Tambellup pour former le comté de Broomehill-Tambellup. 